# Giuseppe Fanelli
Giuseppe Fanelli (Nàpols, 13 d'octubre de 1827 – Nocera Inferiore, 5 de gener de 1877) fou un arquitecte i enginyer anarquista italià, també francmaçó. De jove fou un ferm partidari de la unificació italiana, lluità contra els austríacs amb els piemontesos en la Primera guerra de la independència italiana de 1848 a 1849, i el 1860-1861 en l'Expedició dels Mil de Giuseppe Garibaldi.
Fou diputat els anys 1865-1867 i 1867-1870 del grup creat pels seguidors de Mikhail Bakunin a Nàpols el 1860-1867. Després d'assistir amb aquest grup als primers congressos de la Lliga de la Pau i de la Llibertat a Ginebra (1867) i Berna (1868), en aquest darrer fou un dels fundadors de la bakuninista Aliança de la Democràcia Socialista i s'adherí a la Primera Internacional. Visità Espanya entre octubre del 1868 i febrer del 1869, introduït i acompanyat pels republicans federals Garrido, Orense, Guisasola i Josep Rubaudonadeu, i aconseguí de constituir els primers grups d'obrers internacionalistes a Madrid (dirigits per Mora, Borrel, Anselmo Lorenzo) i a Barcelona (dirigits per Josep Lluís Pellicer, Rafael Farga i Pellicer i Josep Rubaudonadeu), però creant una confusió entre els estatuts i els objectius de l'Aliança i els de l'AIT. Va assistir al Congrés de la Haia de 1872 i al congrés de la fracció anarquista de la Internacional de Saint-Imier de setembre del 1872. Va morir de tuberculosi el 1877.